# Comunidad de comunas del Alto Vallespir
La Comunidad de comunas del Alto Vallespir (Communauté de communes du Haut Vallespir, CCHV, en francés), es una estructura intercomunal francesa situada en el departamento francés de Pirineos Orientales de la región de Languedoc-Rosellón.

## Historia
Fue creada el 31 de diciembre de 2004 con la unión de las ocho comunas del antiguo cantón de Arles-sur-Tech y las seis comunas del antiguo cantón de Prats-de-Mollo-la-Preste, y que actualmente pertenecen al cantón de Canigó.

## Nombre
Debe su nombre a que las comunas que componen la comunidad están situadas en la parte superior de la región y antiguo vizcondado de Vallespir.

## Composición
La Comunidad de comunas reagrupa 14 comunas:
| Comuna                   | Código INSEE | Cantón | Población (2012) | Superficie (km²) | Densidad (hab./km²) |
| ------------------------ | ------------ | ------ | ---------------- | ---------------- | ------------------- |
| Amélie-les-Bains-Palalda | 66003        | Canigó | 3680             | 29,43            | 125                 |
| Arles-sur-Tech           | 66009        | Canigó | 2671             | 28,82            | 93                  |
| Corsavy                  | 66060        | Canigó | 248              | 47,02            | 5,3                 |
| Coustouges               | 66061        | Canigó | 108              | 16,86            | 6,4                 |
| La Bastide               | 66018        | Canigó | 80               | 15,63            | 5,1                 |
| Lamanère                 | 66091        | Canigó | 51               | 23,83            | 2,1                 |
| Le Tech                  | 66206        | Canigó | 103              | 25,18            | 4,1                 |
| Montbolo                 | 66113        | Canigó | 186              | 21,98            | 8,5                 |
| Montferrer               | 66116        | Canigó | 191              | 21,95            | 8,7                 |
| Prats-de-Mollo-la-Preste | 66150        | Canigó | 1074             | 145,09           | 7,4                 |
| Saint-Laurent-de-Cerdans | 66179        | Canigó | 1204             | 45,08            | 27                  |
| Saint-Marsal             | 66183        | Canigó | 91               | 15,36            | 5,9                 |
| Serralongue              | 66194        | Canigó | 227              | 23,04            | 9,9                 |
| Taulis                   | 66203        | Canigó | 50               | 6,19             | 8,1                 |

## Competencias
La comunidad es un organismo público de cooperación intercomunal.
Sus recursos provienen del impuesto sobre los rendimientos del trabajo único, del sistema de contribuciones que se aplica a los residuos y asignaciones y subvenciones de diversos socios.
Sus competencias en general se centran en el desarrollo económico, medio ambiental, de empleo y los servicios comunitarios a los habitantes:
- Ordenación del Territorio
  - Plan de Coherencia Territorial (SCOT, en francés) (a título obligatorio).
  - Plan Sectorial (a título obligatorio).
- Desarrollo y organización económica
  - Acción de desarrollo económico de las actividades industriales, comerciales o de empleo, (apoyo de las actividades agrícolas y forestales...) (a título obligatorio).
  - Creación, organización, mantenimiento y gestión de zonas de actividades industriales, comerciales, terciario, artesanal o turístico (a título obligatorio).
- Desarrollo y organización social y cultural
  - Actividades culturales y socioculturales (a título facultativo).
  - Actividades deportivas (a título facultativo).
  - Construcción y/u organización, mantenimiento, gestión de equipamientos o establecimientos culturales, socioculturales, socioeducativos, deportivos… (a título optativo).
  - Transporte escolar (a título facultativo).
- Medio ambiente
  - Saneamiento no colectivo (a título facultativo).
  - Recogida y tratamiento de los residuos urbanos y asimilados (a título optativo).
  - Protección y valorización del Medio Ambiente (a título optativo).
- Vivienda y hábitat
  - Programa local del hábitat (a título optativo).
- Servicio de vías públicas
  - Creación, organización y mantenimiento del servicio de vías públicas (a título optativo).
- Otros
  - Adquisición comunal de material (a título facultativo).
  - Informática, Talleres vecinales (a título facultativo).